# Ołeksandr Kłymenko (kolarz)
Ołeksandr Kłymenko (ukr. Олександр Клименко, ur. 19 grudnia 1975) – ukraiński kolarz torowy, srebrny medalista torowych mistrzostw świata.

## Kariera
Największy sukces w swojej karierze Ołeksandr Kłymenko osiągnął w 1997 roku, kiedy podczas mistrzostw świata w Perth wspólnie z Ołeksandrem Symonenko, Serhijem Matwiejewem i Ołeksandrem Fedenko wywalczył srebrny medal w drużynowym wyścigu na dochodzenie. W tym samym roku zdobył również brązowy medal w szosowym wyścigu ze startu wspólnego na czas na wojskowych mistrzostwach świata, wyczyn ten Kłymenko powtórzył w 2006 roku. Ponadto w latach 2002 i 2003 zwyciężał w klasyfikacji generalnej Bałtyk - Karkonosze Tour, zdobywał również medale mistrzostw kraju. Nie startował na igrzyskach olimpijskich.